# Magyar Külügyi Társaság
A Magyar Külügyi Társaság eredetileg 1920. április 18-án alakult, még a trianoni békeszerződés aláírása előtt. 

## Két világháború közötti tevékenysége
Kiadásában jelent meg Budapesten 1928-ban Az Igazságot Magyarországnak! A trianoni békeszerződés következményeinek ismertetése és bírálata című gyűjteményes mű. A társaság adta ki 1920 és 1944 között - több megszakítással - a Külügyi Szemle című külpolitikai folyóiratot Horváth Jenő diplomáciatörténész szerkesztésében.

## Ismertebb tagjai
Alelnöke egy időben Nagy Emil volt. Munkájában részt vett többek között Kenéz Béla és Pekár Gyula.
Titkára 1947-től Wesselényi Miklós báró volt.

## Újjáalakulása
A Társaság  1992-ben alakult újjá. Tagjai – többek között – Rockenbauer Zoltán, Szanyi Tibor.
A Társaság honlapja: http://kulugyitarsasag.uni-corvinus.hu%5B%5D